# John Aniston
John Anthony Aniston nascido Giànnis Anastassákis (Chania, 24 de julho de 1933 – 11 de novembro de 2022) foi um ator de cinema e televisão greco-americano e pai da atriz Jennifer Aniston.
Nascido na ilha de Creta, filho de Antónios Anastassákis (1889–1965) e Stella Joanne Anastassákis (1899–1992). Quando a família imigrou para os Estados Unidos, seu pai mudou o sobrenome da família para Aniston. John tinha apenas dois anos na época.
Ele é conhecido dos fãs da televisão estadunidense, pois tem aparecido em diversos programas, quase continuamente, desde 1975, quando juntou-se ao elenco de Love of Life, como Eddie Aleata. Em 1978, deixou o programa para contracenar, como a personagem Martin Tourneur, com Mary Stuart, em Search for Tomorrow. Desempenhou esse papel até 1984. Em 1985, juntou-se ao elenco de Days of Our Lives, fazendo o personagem Victor Kiriakis.
Também desempenhou um pequeno papel na série televisiva Gilmore Girls. Fez ainda uma aparição em My Big Fat Greek Life e Star Trek: Voyager.
Em 2022, Aniston recebeu o Daytime Emmy Awards por Lifetime Achievement Award, por sua contribuição as telenovelas americanas. O prêmio foi recebido com um discurso de sua filha Jennifer.
John morreu em 11 de novembro de 2022, aos 89 anos de idade.

## Filmografia
| Ano             | Título                           | Papel                     | Notas           |
| --------------- | -------------------------------- | ------------------------- | --------------- |
| 1962            | 87th Precinct                    | Officer #1                | 1 episódio      |
| 1963            | Love With The Proper Stranger    | Birdman of macy's         |                 |
| 1964            | Combat!                          | Greek #2                  | 1 episódio      |
| 1967            | l Spy                            | Economides                | 1 episódio      |
| 1967            | Accidental Family                |                           | 1 episódio      |
| 1968            | The Shakiest Gun in The West     | Indian                    |                 |
| 1968            | The Virginian                    | Frank West                | 1 episódio      |
| 1968            | Now You see it, Now you don 'T'' | Achmed                    |                 |
| 1969            | Mission: Impossible              | First I.M.F Captain       | 1 episódio      |
| 1970            | That girl                        | Phil Harvey               | 1 episódio      |
| 1974            | Kojak                            | Webster/Dancik            | 2 episódios     |
| 1975-1978       | Love of Life                     | Eddie Aleata              | co-protagonista |
| 1979-1984       | Search For Tomorrow              | Martin tourneur           | co-protagonista |
| 1985            | Airwolf                          | Coronel arturo Alzar      | 1 episódio      |
| 1985 - presente | Days of Our Lives                | Victor Kiriakis           | co-protagonista |
| 1993            | Night Sins                       | Victor Kiriakis           | Filme para TV   |
| 1997            | Diagnosis Murder                 | Carlton Everest           | 1 episódio      |
| 1997            | Fired Up                         | Gordon                    | 1 episódio      |
| 1999            | L.A. Heat                        | Alex Zota                 | 1 episódio      |
| 2001            | Star Trek: Voyager               | Qarren Ambassador         | 2 episódios     |
| 2002            | The West Wing                    | Alexander Thompson        | 2 episódios     |
| 2002            | Gilmore Girls                    | Douglas Swope             | 1 episódio      |
| 2003            | My Big Fat greek Lift            | Constantine               | 1 episódio      |
| 2004            | American Dreams                  | John victor               | 1 episódio      |
| 2007            | Order Up                         | Wise Man                  | Cinema          |
| 2007            | Sands of Oblivion                | Nigel Barrington          | TV              |
| 2007            | Journeyman                       | Merrit Ambaucher          | 1 episódio      |
| 2008            | The Awakening of Spring          | Mr Gable                  | Cinema          |
| 2008            | Worst Weer                       | Jim                       | 1 episódio      |
| 2008            | Fixing Rhonda                    | Detetive Macomas          | Cinema          |
| 2009            | The Gold & the Beautiful         | Gerard Benerict           | Cinema          |
| 2009            | Cold Case                        | Herbeat 'wolfe' james '09 | 1 episódio      |
| 2010            | Mad Men                          | Wallace Harriman          | 1 episódio      |
| 2011            | The Paul Reiser Show             | Harold Melow              | 1 episódio      |
| 2014            | Return to Zero                   | Ned                       | Filme para TV   |